# 羅德納鄉
47°25′18″N 24°48′44″E / 47.42167°N 24.81222°E
羅德納鄉（羅馬尼亞語：Comuna Rodna, Bistrița-Năsăud），是羅馬尼亞的鄉份，位於該國西北部，由比斯特里察-訥瑟烏德縣負責管轄，面積225平方公里，海拔高度538米，2007年人口6,378，人口密度每平方公里28人。